# Dropped Frames 3
Dropped Frames 3 è il quarto album in studio del rapper statunitense Mike Shinoda, pubblicato il 18 settembre 2020 dalla Kenji Kobayashi Productions.

## Tracce
1. Dream Fragment – 2:47
2. Sound Collector – 2:58
3. Dust Code – 3:53
4. No Delete – 2:39
5. Robot Yodel – 2:24
6. Vibe Train – 2:19
7. Mike's Gonna Mike – 2:01
8. Shoreline – 3:04
9. Goodbye Cow – 3:20
10. Genesis Supernova – 1:09
11. Sidechain Gang – 2:36
12. Overcast – 2:16
13. A Thousand Jams – 2:53
14. License to Waltz – 2:27

## Formazione
- Mike Shinoda – strumentazione, produzione